# Revival (album)
Pour les articles homonymes, voir Revival (homonymie).
Albums de Nate James
Kingdom Falls
(2007)
Revival est le troisième album studio de Nate James, sorti en 2009.

## Titres
| No  | Titre                               | Durée |
| --- | ----------------------------------- | ----- |
| 1.  | Ain't No Stoppin' Us Now            | 05:13 |
| 2.  | Labour of Love                      | 03:33 |
| 3.  | Faith                               | 02:39 |
| 4.  | Because I Love You                  | 04:10 |
| 5.  | Family Affair featuring Hinda Hicks | 04:43 |
| 6.  | Higher Ground                       | 03:43 |
| 7.  | Feel So High                        | 04:06 |
| 8.  | Sexual Healing                      | 04:12 |
| 9.  | Give Me the Night                   | 05:14 |
| 10. | Runaway                             | 06:07 |
| 11. | Ex-Factor                           | 06:13 |